# Caldero (plato típico)

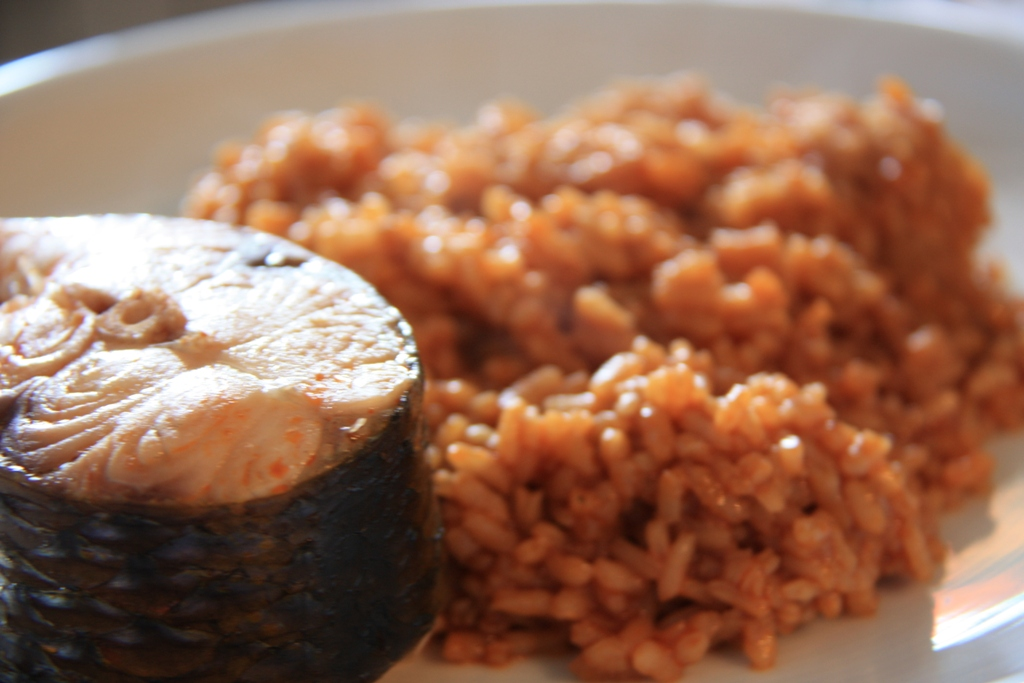
Arroz caldero con mujol.

El caldero es un plato de arroz y pescado, de sabor intenso, típico de la Región de Murcia, España. Especialmente de la costa de Cartagena y de la zona del Mar Menor, aunque por influencia también se sirve en la Vega Baja del Segura (Provincia de Alicante). Toma su nombre del recipiente en el que se cocina, que es una olla de fundición que empleaban los pescadores. Tradicionalmente se utilizaba en todas las etapas de elaboración del plato, colgándose de una estructura hecha de tres cañas anudadas en la parte superior y que se situaban sobre el fuego en la playa. Para realizar el caldo base se emplean varios tipos de pescado, incluyendo pescado morralla, que se desecha posteriormente. Se sirven por separado el arroz y el pescado.
El pescado que se sirve junto al arroz es típicamente mújol, dorada y gallina (o cabracho en otros lugares de España). También se puede utilizar lubina en vez de dorada, y algún otro pescado de roca si no se tiene gallina.
El caldero es uno de los platos más demandados en los restaurantes de San Pedro del Pinatar , Cabo de Palos, Los Alcázares, Santiago de la Ribera, San Javier, Mazarrón, Santa Pola, Tabarca o Cartagena, Portmán.

## Preparación
Si no se dispone de un "caldero", se utilizará una olla de fondo grueso que permita freír en su interior, para preparar el pescado que se servirá posteriormente con el arroz. En otro recipiente con agua y sal se hierve el pescado de roqueo (morralla), y una vez que se le ha extraído totalmente la sustancia, se cuela y se desecha, ya que se ha convertido en un montón de espinas y pieles, preferiblemente el caldo se realizara varios días antes para que este bien reposado. En el "caldero" o en la olla freiremos con aceite de oliva muy ligeramente, sin que lleguen a tostarse, las ñoras secas, vacías de corazón, quitado el rabo y las semillas; tres o cuatro por persona. Una vez fritas se majan con ajo con una mano de mortero, o con una túrmix, hasta dejarlo convertido en una pasta, que añadiremos al caldo del pescado y al caldo del arroz si fuera necesario. En otro mortero se maja perejil. 
En este mismo aceite se freirán seguidamente las cabezas del pescado (mújol, dorada y/o gallina), cortadas en dos mitades. Una vez fritas se sacan y se reservan para el aperitivo (opcional). Entonces, se fríen los tomates, pelados y picados, a razón de medio tomate por persona, y cuando ya está frito se añade el machacado de ñoras y ajo, el perejil machacado y sal. Se añade entonces el caldo y se pone a fuego fuerte hasta que hierva. Cuando rompe a hervir, se añaden las rodajas del pescado que previamente hemos sazonado ligeramente con sal gorda y se baja el fuego. Cuando vuelva a romper a hervir se apaga el fuego para evitar que el pescado se deshaga. En este caldo de caldero, así obtenido, se hierve el arroz. En otra olla se pone caldo y cuando hierva se añade el arroz a razón de una tacita por persona y se tapa. Se añadirá más ñora con ajo y sal al gusto. 
Dejaremos hervir el arroz hasta que alcance el punto de cocción preciso, removiéndolo de cuando en cuando con una cuchara de palo. Se sirve el arroz caldoso en una fuente y luego dispondremos en una fuente las rodajas de pescado que regaremos con una picada de ajo, ñora y perejil que hemos mezclado con el caldo de cocer las rodajas de pescado en un vasito de carajillo.
Tanto el arroz como el pescado se comen acompañados de alioli, tradicionalmente conocido en la zona como ajo perete.